# Конья Бююкшехир Беледие Стадиуму
Стадион «Конья» (тур. Konya Büyükşehir Belediye Stadyumu)  — многофункциональный стадион, расположенный в Турция, город Конья, район Сельчуклу. На стадионе проводит домашние игры клуб «Коньяспор», который выступает в Турецкой Суперлиге. Был открыт в 2014 году и является частью комплекса сооружений, которые планируется возвести в Олимпийской деревне города Конья. Вместимость — 42,276 человек.  Матч открытия состоялся 13 сентября 2014 года, когда «Коньяспор» сыграл с «Балыкеспор» (2:0).

## Параметры стадиона
Фасад стадиона напоминает футбольный мяч, состоящий из треугольников-мембран белого и зелёного цветов. Под крышей стадиона установлены специальные обогреватели, позволяющие болельщикам наблюдать за матчем в комфортных условиях.